# Hazel Heald
Hazel Heald (6 de abril de 1896–4 de febrero de 1961) fue una escritora de relatos pulp, que vivió en Somerville, Massachusetts. Es más conocida por sus colaboraciones con el escritor de terror H. P. Lovecraft publicadas en la revista Weird Tales.

## Biografía
Nacida Hazel Drake del matrimonio de William W. y Oraetta J. Drake en 1896, tenía un hermano mayor, Walter E. Drake (1888-1922).
Heald inició correspondencia y colaboración con Lovecraft hacia 1932, aunque llegaron a conocerse en persona, siendo presentados por C. M. Eddy Jr. Según este, Heald se enamoró pero sus insinuaciones fueron ignoradas por Lovecraft.

## Colaboraciones
- El hombre de piedra (1932)
- El horror en el cementerio (1933)
- Horror en el museo (1933)
- Muerte alada (1934)
- Más allá de los eones (1935)